# Тріангельн (станція)
55°35′36″ пн. ш. 13°00′04″ сх. д. / 55.59324° пн. ш. 13.00104° сх. д.
Створення Тріангельн (швед. Triangelns) — підземна залізнична станція у центрі Мальме під торговим центром Тріангельн, відкрита 12 грудня 2010 року. 
Обслуговується потягами оператора Skånetrafikens: Pågatågen та Öresundstågen. 
Пасажирообіг 22 809 осіб/будень (2016)

Станція підземна (глибина закладення — 25 м) з однією острівною платформою що має довжину 250 м і ширину 14,5 м.

Розташована у міському тунелі на Öresundsbanan під торговим центром Тріангельн з ескалаторами та ліфтами, що частково ведуть до торгового центру Тріангельн і церкви Святого Іоанна — північний вхід, а також до Школи стоматології та університетської лікарні Сконе в Мальме — південний вхід. 
Пересадка на автобуси 1, 2, 6, 7, 8, 35.